# Jorge Peñaloza
Jorge Peñaloza Huerta (* 21. Februar 1922; † 31. Januar 1987) war ein chilenischer Fußballspieler. Der Stürmer gewann zwei Meisterschaften und spielte achtmal in der chilenischen Nationalmannschaft, für die er ein Tor erzielte.

## Karriere

### Verein
Jorge Peñaloza spielte in der Jugend in Recoleta für Inés de Suárez y Carlos Navarrete und wechselte von dort in die Jugend des CSD Colo-Colo. 1943 debütierte er unter Trainer Luis Tirado bei den Albos nach dem Abgang von Norton Contreras zu CA Banfield. Mit Colo-Colo gewann Peñaloza die Meisterschaften 1944 und 1947. 1950 und 1951 spielte Peñaloza für Universidad de Chile.

### Nationalmannschaft
Peñaloza debütierte beim Campeonato Sudamericano 1946 im Gruppenspiel bei der 1:3-Niederlage gegen Argentinien. Er wurde für Erasmo Vera eingewechselt. Das Team von Nationaltrainer Luis Tirado beendete das Turnier als Fünfter.
Beim Campeonato Sudamericano 1947 spielte Peñaloza sechs der sieben Turnierpartien für La Roja und erzielte beim 3:0-Erfolg gegen Ecuador ein Tor. Chile beendete das Turnier in Ecuador als vierte der acht teilnehmenden Mannschaften. Der 4:1-Erfolg über Kolumbien war das achte und letzte Länderspiel des Stürmers, in denen er einen Treffer erzielte.

## Erfolge
Colo-Colo
- Chilenischer Meister: 1944, 1947